# Front for the Liberation of the Enclave of Cabinda
Front for the Liberation of the Enclave of Cabinda (portugisisk: Frente para a Libertação do Enclave de Cabinda), FLEC er en guerilla- og en politisk separatistbevægelse, som kæmper for uafhængighed for Cabinda i Angola. Området var tidligere under portugisisk administration, med med Angolas uafhængighed fra Portugal i 1975 blev området en provins i det nu selvstændige Angola. FLEC opererer i regionen, som tidligere var besat af de forhenværende kongedømmer Kakongo, Loango og N'Goyo. 